# Phormosomatidae
Famille
Les Phormosomatidae sont une famille d'oursins (échinodermes) au sein de l'ordre des Echinothurioida.

## Caractéristiques
Ce sont des oursins au corps discoïde et flexible, souvent de grande taille, dont la plupart vivent en eaux profondes.
La carapace (« test ») est flexible, composée de plaques minces et peu calcifiées. 
Les piquants (« radioles ») sont simples, et disposés sur des tubercules primaires perforés et non crénulés (ceux de la face orale sont plus larges, avec une aréole enfoncée). Les radioles de la face orale se terminent par une excroissance cristalline en forme de goutte.
Les ambulacres portent deux éléments occlus ; les paires de pores sont arrangées en séries uniques sur la face orale, avec des plaques accessoires aux sutures adradiales.
La mâchoire (« Lanterne d'Aristote ») comporte 5 dents en gouttière (de type « aulodonte »), disposée dans une membrane péristomiale portant des séries de plaques ambulacraires.

## Liste des genres
Selon World Register of Marine Species (29 octobre 2013) : 
- genre Hemiphormosoma Mortensen, 1934
  - Hemiphormosoma paucispinum Mortensen, 1934
- sous-famille des Paraphormosomatinae Smith & Wright, 1990
  - genre Paraphormosoma Mortensen, 1934
    - Paraphormosoma alternans (de Meijere, 1902)
- genre Phormosoma Thomson, 1872b
  - Phormosoma bursarium A. Agassiz, 1881
  - Phormosoma placenta Thomson, 1872
  - Phormosoma rigidum A. Agassiz, 1881
  - Phormosoma verticillatum Mortensen, 1904